# Coccoloba uvifera
«  Raisinier bord de mer » redirige ici. Pour les autres significations, voir Raisinier.
Espèce
Classification phylogénétique
Le raisinier bord de mer (ou sea-sidegrape en anglais et uva del mar en espagnol) (Coccoloba uvifera) est une espèce de plantes à fleurs du genre Coccoloba et de la famille des Polygonaceae. C'est une plante arbustive. Elle doit son nom de raisinier bord de mer à ses fruits ressemblant à des grappes de raisin.

## Nom
Au Japon, le terme « raisin de mer » (海葡萄, umibudō) est également utilisé, bien que plus souvent employé pour désigner la Caulerpa lentillifera que l'on trouve dans la cuisine d'Okinawa (cuisine japonaise).

## Description
Le raisinier est un arbuste ou petit arbre dioïque poussant sur les plages en bordure de rivage, à côté des cocotiers au niveau des tropiques en Amérique et dans les Caraïbes. Il peut atteindre une hauteur de 8 mètres. Il est extrêmement résistant au sel et aux embruns, mais ne tolère pas le gel, ce qui limite son extension vers le nord à la latitude de la Floride.
Le fruit du raisinier est une fausse-drupe, comestible. Il a la particularité d'être formé de l'ensemble de sépales accrescents, épaissis et colorés,.

## Formation végétale
La formation végétale à Coccoloba uvifera est une formation buissonnante ou arbustive. Elle est généralement en plan incliné sous l'influence du vent. Elle comprend, en proportions variables selon les endroits, Hippomane mancinella, Scaevola plumieri, Chrysobalanus icaco, Terminalia catappa, Thespesia populnea , et des végétaux sarmenteux et des lianes : Cassytha filiformis, Cissus sicyoides, Guilandina crista (Pernambouc) et Guilandina Grisebachiana (Guilandina ciliata). Elle succède vers l'intérieur des terres à la formation à Ipomoea pes-caprae.

## Distribution
Cette plante est native de : Aruba, Bahamas, Belize, Bermudes, îles Cayman, Colombie, Costa Rica, Cuba, République Dominicaine, Équateur, El Salvador, Floride, Guyane française, Guatemala, Guyane, Haïti, Honduras, Jamaïque, îles Leeward, golfe du Mexique, Mexique, Antilles Néerlandaises, Nicaragua, Panama, Pérou, Porto Rico, sud-ouest des Caraïbes, Suriname, Trinité-et-Tobago, îles Turques-et-Caïques, Venezuela, Antilles vénézuéliennes, île Windward. 

Elle a été introduite à : Îles Cook, îles Gilbert, Guinée-Bissau, îles de la Ligne, îles Mariannes, Marquises, îles Marshall., Maurice, Nouvelle-Calédonie, îles Phœnix, îles Pitcairn, La Réunion, archipel de la Société, îles Salomon, Thaïlande, Tuamotu, île Tubuai, Vietnam, atoll Wake.

## Histoire
Coccoloba uvifera serait la première plante américaine que Christophe Colomb aurait trouvée, en débarquant le 12 octobre 1492, sur l’île de San Salvador dans les Bahamas.

## Utilisations
Coccoloba uvifera est un brise-vent naturel. Il stabilise les dunes. Comme il tolère le sel, il est aussi utilisé dans la réclamation des sols des régions maritimes.

### Gastronomie
Dans les Îles du nord de la Caraïbe, les fruits du raisinier entrent dans la composition de certains rhums arrangés. De nombreux insulaires les grignotent lorsqu'ils sont bien mûrs. On peut également en faire une confiture.

### Médecine
En médecine populaire, les racines de l'arbre sont utilisées contre les diarrhées.

## Parasites
Les parasites répertoriés du raisinier bord de mer sont des Aleurodes (Aleyrodidae) et des cochenilles, ou encore des champignons. Les espèces suivantes ont été identifiées : 
- Aleurodicus floccissimus (Aleyrodidae)
- Aleurodicus dispersus (Aleyrodidae)
- Aleurothrixus floccosus (Aleyrodidae)
- Pseudococcus longispinus (Pseudococcidae)
- Puto barberi (Pseudococcidae)
- Phyllosticta coccolobae (Phyllostictaceae, Ascomycota)

## Galerie

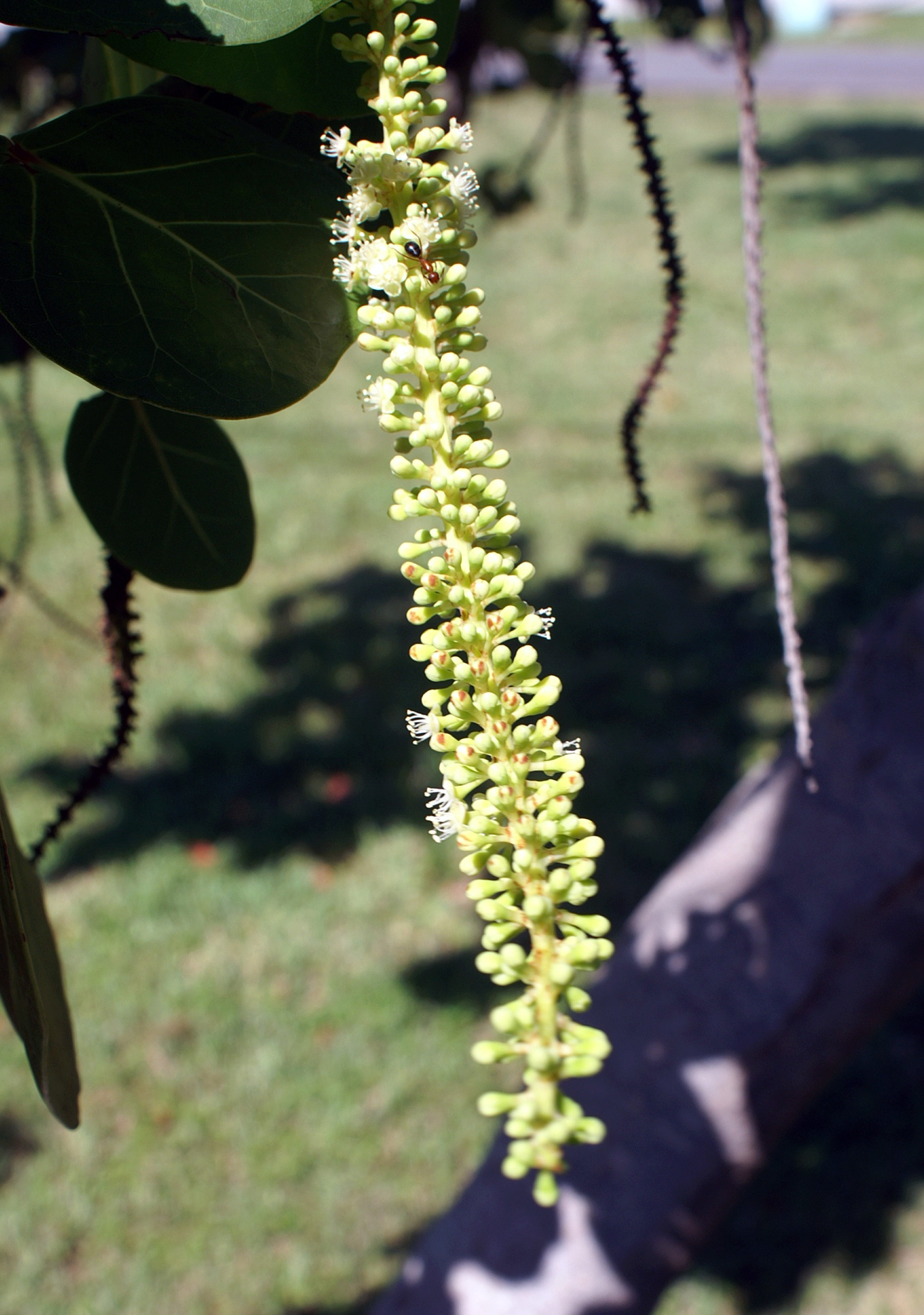

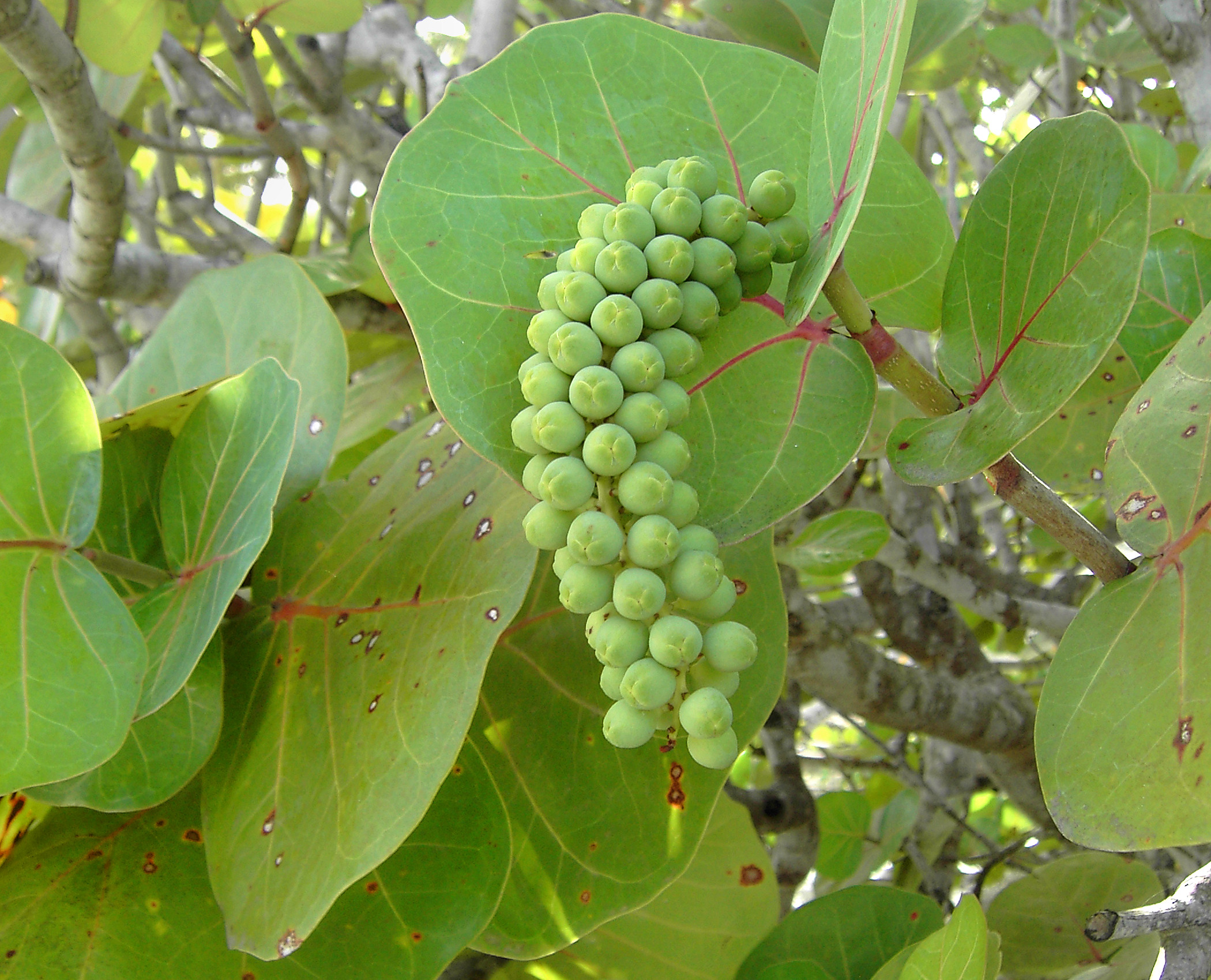
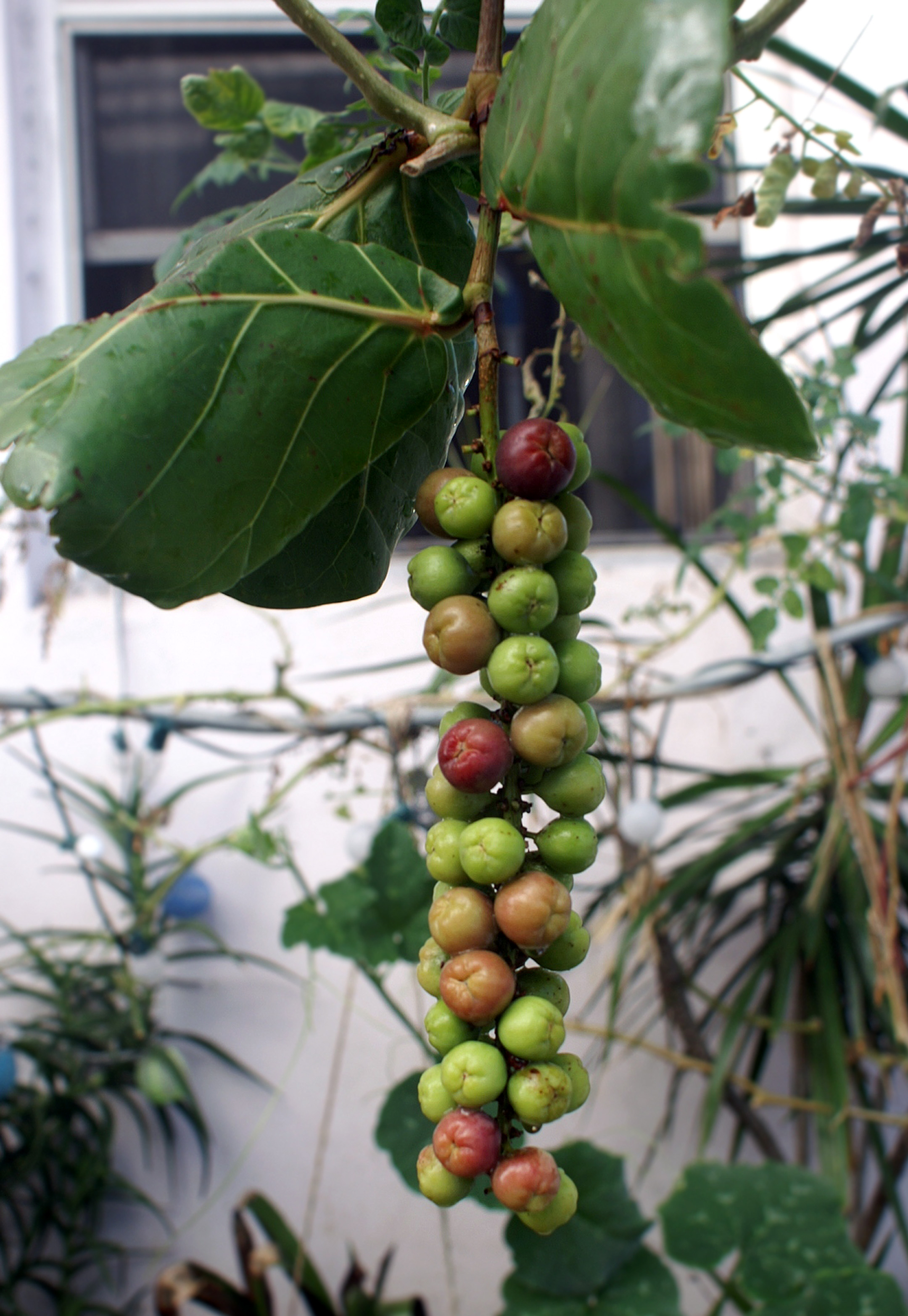
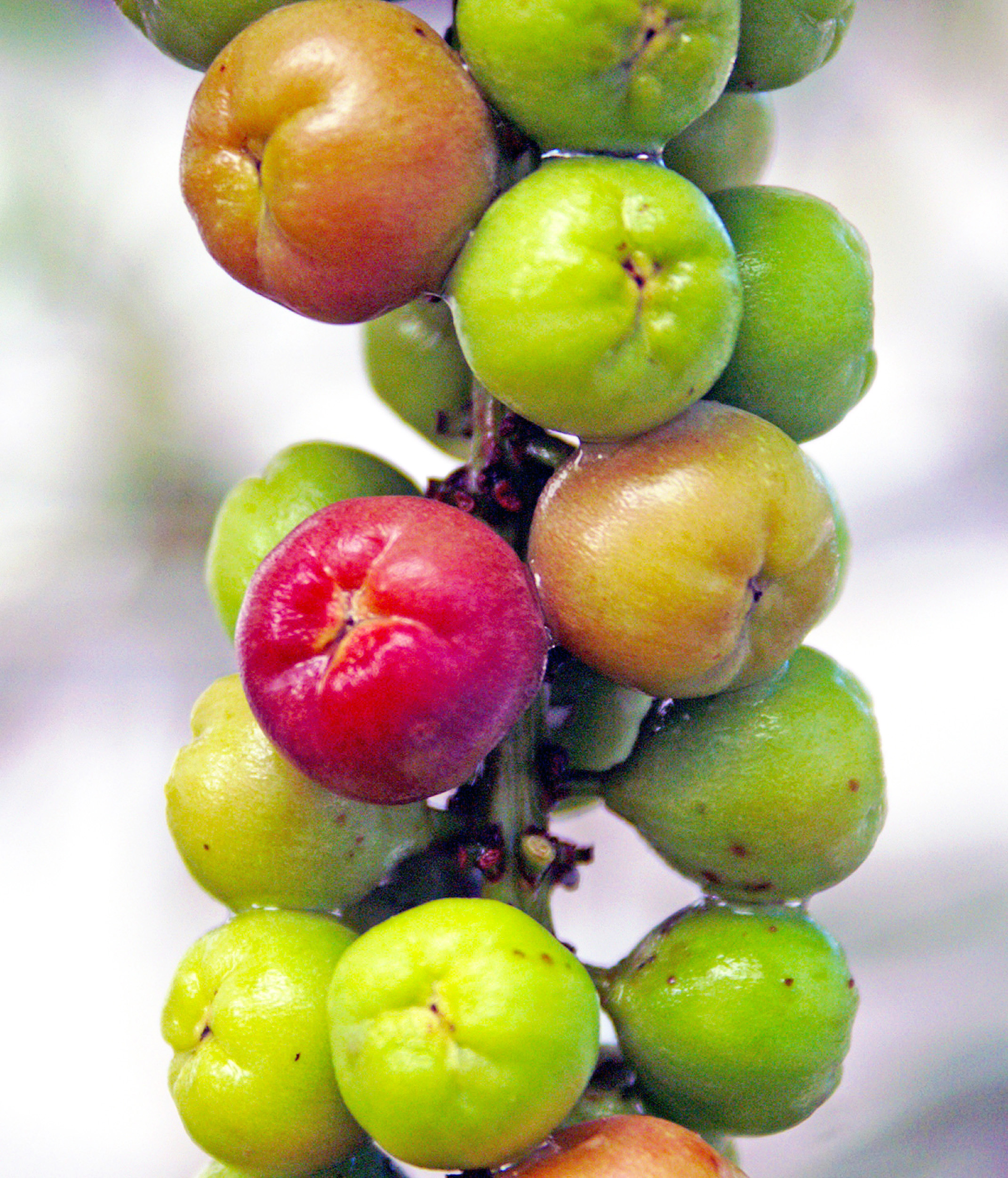

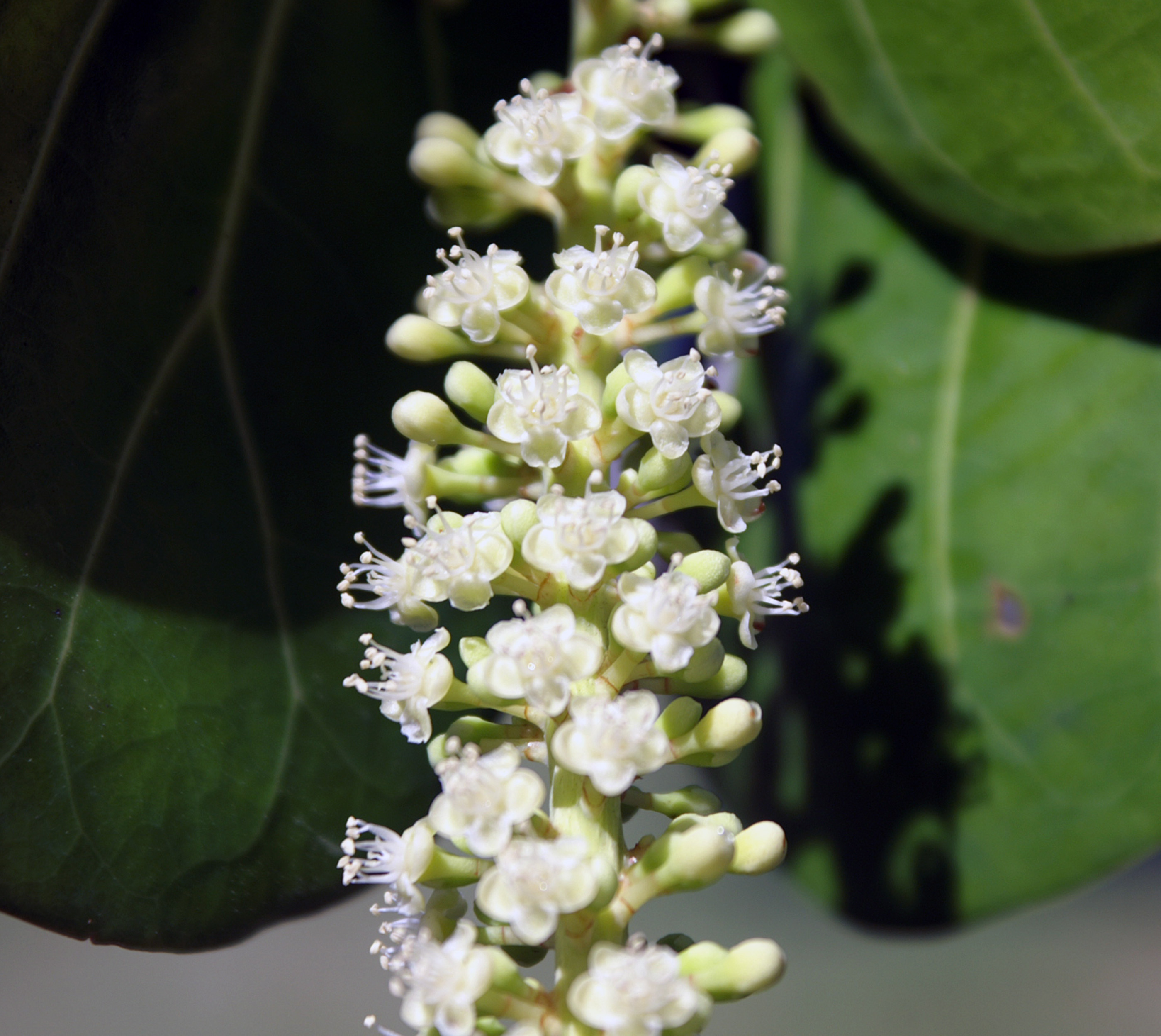
Fleurs.
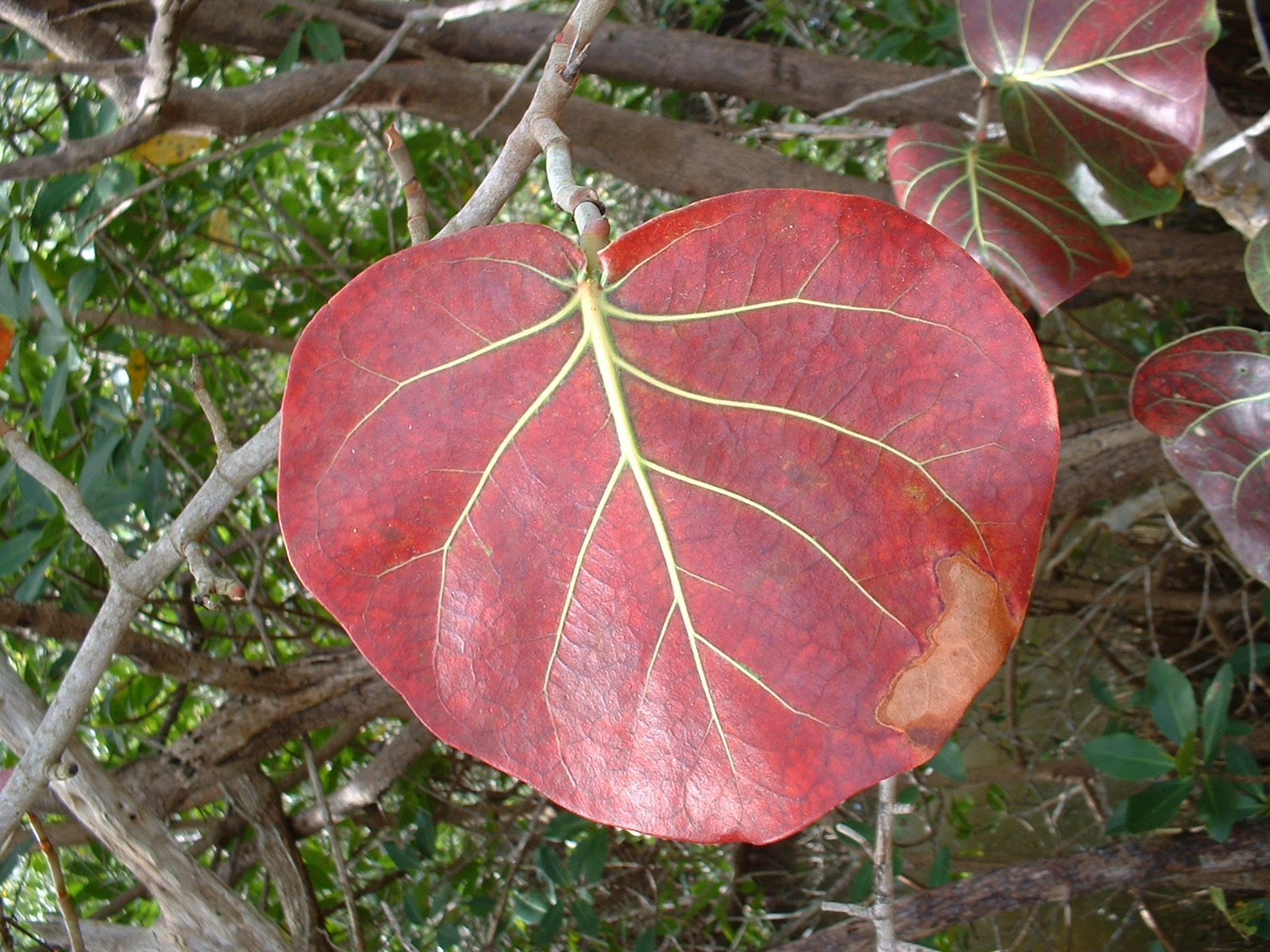
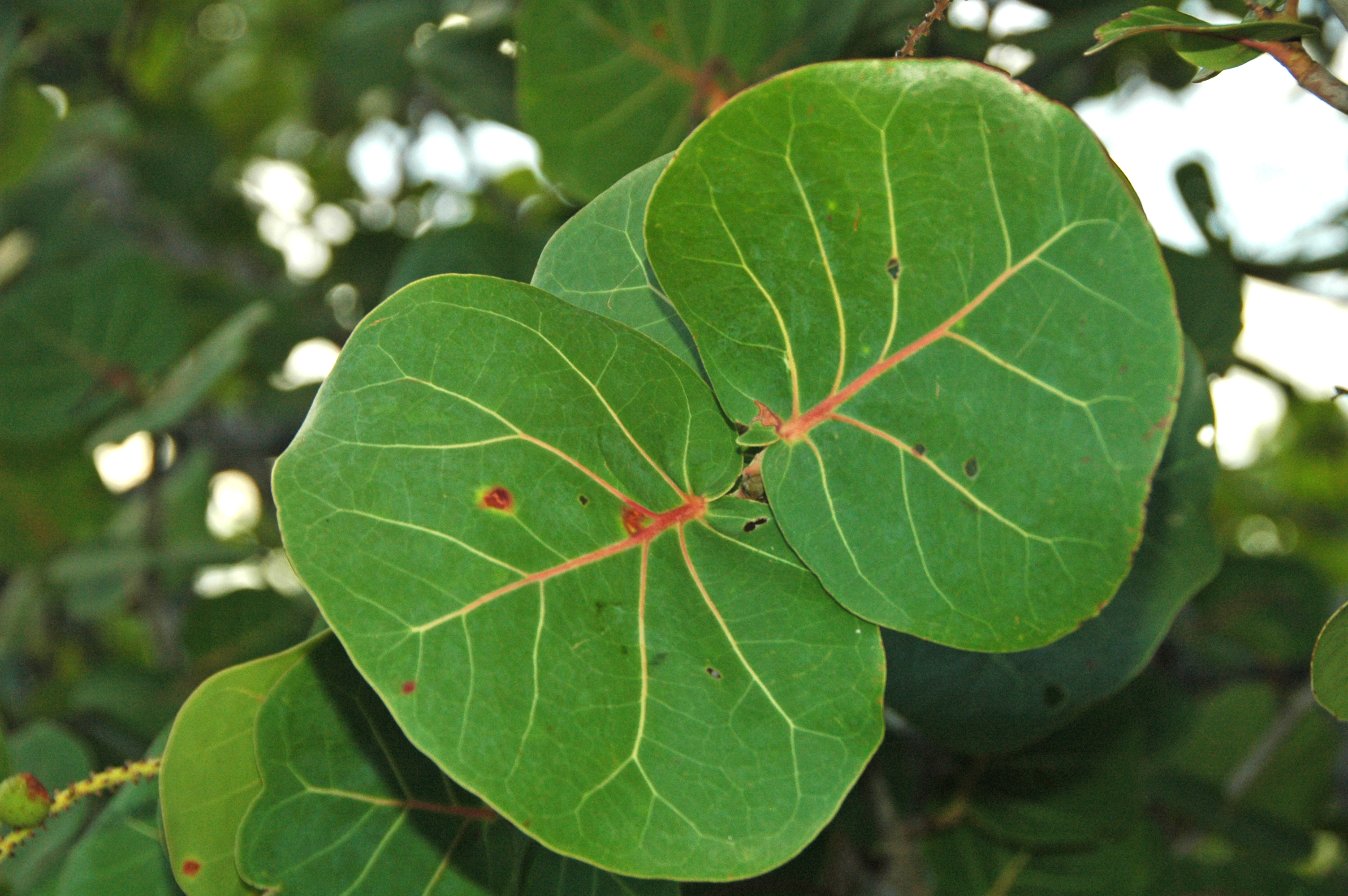
Feuilles.
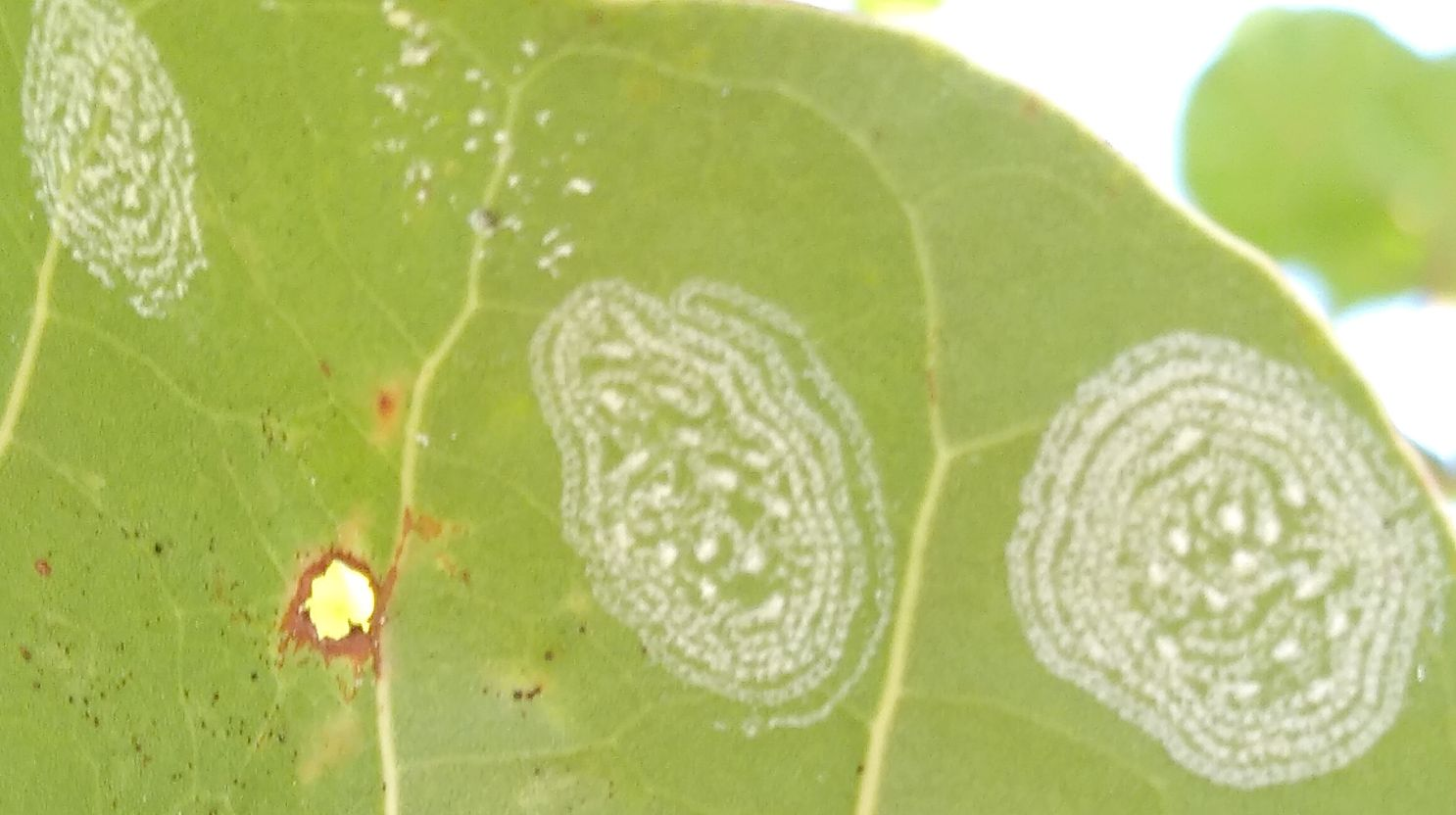
Traces de cire d'Aleurodicus dispersus sous une feuille.